# Pops, We Love You (A Tribute to Father)
«Pops, We Love You (A Tribute to Father)» (с англ. — «Попс, мы любим тебя (Посвящение отцу)») — песня, записанная американскими исполнителями Дайаной Росс, Марвином Гэем, Смоки Робинсоном и Стиви Уандером в 1978 году. Песня была написана ведущими авторами Motown Мэрилин Маклеод и Пэм Сойер в память об отце Берри Горди — Берри «Попсе» Горди-старшем. Также была записана диско-версия песни, обе они вошли в альбом Pops, We Love You.

## Список композиций
- «Pops, We Love You (A Tribute to Father)» — 3:30
- «Pops, We Love You (A Tribute to Father)» (12" Disco Mix Version) — 6:32
- «Pops, We Love You (A Tribute to Father)» (12" Disco Mix Single) — 5:49
- «Pops, We Love You (A Tribute to Father)» (7" Single Mix) — 3:29

## Чарты
| Чарт (1979)                           | Пиковая позиция |
| ------------------------------------- | --------------- |
| Великобритания (UK Singles Chart)     | 66              |
| США (Billboard Hot 100)               | 59              |
| США (Billboard Hot R&B/Hip-Hop Songs) | 26              |